# Ron Jones (hockey sur glace, 1969)
Pour les articles homonymes, voir Jones.
Ron Jones (né le 7 janvier 1969 à Détroit, dans l'État du Michigan aux États-Unis) est un joueur professionnel américain de hockey sur glace.

## Statistiques
| Saison    | Équipe                         | Ligue |    | Saison régulière | Saison régulière | Saison régulière | Saison régulière | Saison régulière |    | Séries éliminatoires | Séries éliminatoires | Séries éliminatoires | Séries éliminatoires | Séries éliminatoires |
| Saison    | Équipe                         | Ligue | PJ | B                | A                | Pts              | Pun              | PJ               | B  | A                    | Pts                  | Pun                  |                      |                      |
| 1985-1986 | Winter Hawks de Portland       | LHOu  | 71 | 22               | 26               | 48               | 113              | 15               | 2  | 4                    | 6                    | 40                   |                      |                      |
| 1986-1987 | Compuware Spitfires de Windsor | LHO   | 49 | 7                | 20               | 27               | 76               | 13               | 2  | 4                    | 6                    | 19                   |                      |                      |
| 1987-1988 | Compuware Spitfires de Windsor | LHO   | 64 | 22               | 33               | 55               | 27               | 76               | 13 | 2                    | 4                    | 6                    |                      |                      |
| 1988-1989 | Compuware Spitfires de Windsor | LHO   | 27 | 18               | 11               | 29               | 54               | -                | -  | -                    | -                    | -                    |                      |                      |
| 1988-1989 | Knights de London              | LHO   | 43 | 9                | 25               | 34               | 90               | 21               | 2  | 5                    | 7                    | 50                   |                      |                      |
| 1989-1990 | Spitfires de Windsor           | LHO   | 51 | 25               | 24               | 49               | 140              | -                | -  | -                    | -                    | -                    |                      |                      |
| 1989-1990 | Lancers de la Virginie         | ECHL  | 3  | 1                | 2                | 3                | 4                | 3                | 0  | 0                    | 0                    | 6                    |                      |                      |
| 1990-1991 | Rebels de Roanoke Valley       | ECHL  | 63 | 18               | 18               | 36               | 282              | -                | -  | -                    | -                    | -                    |                      |                      |
| 1991-1992 | Rebels de Roanoke Valley       | ECHL  | 56 | 17               | 12               | 29               | 163              | 5                | 0  | 0                    | 0                    | 34                   |                      |                      |
| 1992-1993 | Rampage de Roanoke Valley      | ECHL  | 42 | 16               | 14               | 30               | 123              | -                | -  | -                    | -                    | -                    |                      |                      |